# Episodi de I misteri di Murdoch (dodicesima stagione)
La dodicesima stagione della serie televisiva I misteri di Murdoch è stata trasmessa in anteprima in Canada dalla CBC tra il 24 settembre 2018 e il 4 marzo 2019.
In Italia la stagione è stata trasmessa dalla rete televisiva Giallo dal 2 settembre al 28 ottobre 2024.
| nº | Titolo originale                  | Titolo italiano                          | Prima TV USA      | Prima TV Italia   |
| -- | --------------------------------- | ---------------------------------------- | ----------------- | ----------------- |
| 1  | Murdoch Mystery Mansion           | La villa dei misteri di Murdoch          | 24 settembre 2018 | 2 settembre 2024  |
| 2  | Operation: Murder                 | Operazione: Omicidio                     | 1º ottobre 2018   | 2 settembre 2024  |
| 3  | My Big Fat Mimico Wedding         | Il mio grosso grasso matrimonio a Mimico | 8 ottobre 2018    | 9 settembre 2024  |
| 4  | Murdoch Without Borders           | Murdoch senza frontiere                  | 15 ottobre 2018   | 9 settembre 2024  |
| 5  | The Spy Who Loved Murdoch         | La spia che amava Murdoch                | 22 ottobre 2018   | 16 settembre 2024 |
| 6  | Sir. Sir? Sir!!!                  | Signore. Signore? Signore!!!             | 29 ottobre 2018   | 16 settembre 2024 |
| 7  | Brother's Keeper                  | Il custode di mio fratello               | 5 novembre 2018   | 23 settembre 2024 |
| 8  | Drowning in Money                 | Affogare nei soldi                       | 12 novembre 2018  | 23 settembre 2024 |
| 9  | Secrets and Lies                  | Segreti e bugie                          | 26 novembre 2018  | 30 settembre 2024 |
| 10 | Pirates of the Great Lakes        | Pirati dei grandi laghi                  | 7 gennaio 2019    | 30 settembre 2024 |
| 11 | Annabella Cinderella              | Annabella Cenerentola                    | 14 gennaio 2019   | 7 ottobre 2024    |
| 12 | Six of the Best                   | I sei colpi migliori                     | 21 gennaio 2019   | 7 ottobre 2024    |
| 13 | Murdoch and the Undetectable Man  | Murdoch e l'uomo invisibile              | 28 gennaio 2019   | 14 ottobre 2024   |
| 14 | Sins of the Father                | I peccati del padre                      | 4 febbraio 2019   | 14 ottobre 2024   |
| 15 | One Minute to Murder              | Un minuto per uccidere                   | 11 febbraio 2019  | 21 ottobre 2024   |
| 16 | Manual for Murder                 | Manuale per omicidi                      | 18 febbraio 2019  | 21 ottobre 2024   |
| 17 | Darkness Before the Dawn (Part 1) | Il buio prima dell'alba - Parte 1        | 25 febbraio 2019  | 28 ottobre 2024   |
| 18 | Darkness Before the Dawn (Part 2) | Il buio prima dell'alba - Parte 2        | 4 marzo 2019      | 28 ottobre 2024   |

## La villa dei misteri di Murdoch
- Titolo originale: Murdoch Mystery Mansion
- Diretto da: Gary Harvey
- Scritto da: Peter Mitchell

### Trama
Murdoch e Julia organizzano una festa di inaugurazione della loro nuova casa d'avanguardia, progettata e realizzata da Frank Lloyd Wright. La festa viene interrotta quando un uomo viene cotto al punto da esplodere nel prototipo di forno a microonde, grande quanto un armadio, che Murdoch ha fatto installare nella casa. Nonostante abbia ufficialmente mantenuto la sua posizione di medico legale della città, Julia è tornata alla facoltà di medicina per studiare chirurgia, lasciando Violet Hart a gestire l'obitorio giorno per giorno. Violet non nasconde ambizioni di carriera e cerca di rafforzare i suoi tentativi di impossessarsi del laboratorio. Higgins lascia la polizia dopo essersi scontrato con Brackenreid, che lo rimprovera di trascurare il lavoro e di concentrarsi unicamente sui preparativi per l'imminente matrimonio con Ruth Newsome.
- Altri interpreti: Sophie McShera (Ann Ryand), Aaron Poole (Frank Lloyd Wright)

## Operazione: Omicidio
- Titolo originale: Operation: Murder
- Diretto da: Harvey Crossland
- Scritto da: Mary Pedersen

### Trama
Quando uno dei pazienti di Julia muore dopo un intervento apparentemente riuscito, lei si rifiuta di accettare che la colpa possa essere stata sua e diventa ossessionata dall'idea che si sia trattato di omicidio. Arruola un riluttante Murdoch per indagare e i due scoprono un insolito schema di morti tra gli alcolisti nel reparto. Crabtree ha un breve corteggiamento con una studentessa di infermieristica, Florence Nightingale Graham. Lui la incoraggia a vendere una crema per il viso da lei inventata; quando ha successo, lei sceglie di venderla con il nome di Elizabeth Arden e si trasferisce a New York City per promuovere la sua impresa.

## Il mio grosso grasso matrimonio a Mimico
- Titolo originale: My Big Fat Mimico Wedding
- Diretto da: Gary Harvey
- Scritto da: Simon McNabb

### Trama
L'eccentrica famiglia Newsome si riunisce per il matrimonio di Higgins e Ruth, che rapidamente deraglia tra parenti disapprovanti, corteggiatori gelosi e un ospite che continua a cercare di uccidere Henry. Crabtree viene ricattato dalla damigella d'onore, Effie Newsome, che lo costringe ad aiutarla a rubare un cimelio di famiglia. Nel frattempo, attrae le attenzioni indesiderate di una damigella d'onore lussuriosa.

## Murdoch senza frontiere
- Titolo originale: Murdoch Without Borders
- Diretto da: Harvey Crossland
- Scritto da: Dan Trotta

### Trama
L'approvazione della legge sull'immigrazione del Canada del 1906 porta alla deportazione di massa di migranti criminali, disoccupati e malati. Brackenreid infrange le regole e aiuta un falegname greco a evitare l'espulsione, una decisione che gli si ritorce contro quando l'uomo diventa il principale sospettato dell'omicidio dell'ufficiale dell'immigrazione di Toronto. Una successiva serie di articoli xenofobi di Louise Cherry incita alla violenza contro la comunità greca locale, portando Murdoch a sospettare che gli immigrati greci vengano deliberatamente demonizzati come parte di una cospirazione più ampia.

## La spia che amava Murdoch
- Titolo originale: The Spy Who Loved Murdoch
- Diretto da: Alison Reid
- Scritto da: Simon McNabb

### Trama
Il Canada viene scelto come territorio neutrale per la firma del trattato della Triplice Intesa, ma si rivela tutt'altro quando il firmatario francese viene assassinato. Con la minaccia di un'invasione tedesca che incombe sull'Europa, Terrence Meyers costringe Murdoch a spacciarsi per il delegato francese in un disperato tentativo di firmare il trattato e impedire una guerra mondiale.
- Altri interpreti: Louise Monot (Régine Rivière), Peter Keleghan (Terrence Meyers)

## Signore. Signore? Signore!!!
- Titolo originale: Sir. Sir? Sir!!!
- Diretto da: Craig Wallace
- Scritto da: Peter Mitchell

### Trama
Una specie aliena intenzionata a sterminare la razza umana invade Toronto e Crabtree diventa l'ultima speranza di salvezza dell'umanità. Episodio fuori dai consueti schemi della serie, trasmesso in Canada per la festa di Halloween.

## Il custode di mio fratello
- Titolo originale: Brother's Keeper
- Diretto da: Craig Wallace
- Scritto da: Paul Aitken

### Trama
Quando il criminale sadico che ha torturato e ucciso il fratello adottivo del detective Watts viene scagionato e scarcerato, Watts lo uccide. Nonostante abbia dichiarato di essersi difeso da solo, le discrepanze nella dichiarazione di Watts portano Murdoch a sospettare che Watts abbia preso la giustizia nelle sue mani e abbia ucciso l'uomo per vendicare la morte del fratello. Crabtree assume Higgins come apprendista meccanico nella sua officina di riparazione di automobili.

## Affogare nei soldi
- Titolo originale: Drowning in Money
- Diretto da: Alison Reid
- Scritto da: Noelle Girard

### Trama
Murdoch indaga sull'apparente doppio suicidio di una coppia benestante annegata nella loro piscina. Crabtree viene citato in giudizio per un lavoro di riparazione difettoso di Higgins che ha causato un incidente, e si scontra con l'avvocato del querelante, Effie Newsome.

## Segreti e bugie
- Titolo originale: Secrets and Lies
- Diretto da: Leslie Hope
- Scritto da: Peter Mitchell

### Trama
Quando Brackenreid si reca a St. Marys su richiesta di un ex amante senza informare la famiglia o gli amici, John Brackenreid inizia a preoccuparsi sempre di più per la sicurezza del padre e decide di cercarlo.

## Pirati dei grandi laghi
- Titolo originale: Pirates of the Great Lakes
- Diretto da: Leslie Hope
- Scritto da: Dan Trotta

### Trama
Un detective italiano implora Murdoch di indagare quando dei tesori rubati da un museo napoletano vengono introdotti di nascosto a Toronto. Quando uno dei ladri viene trovato morto, Crabtree si traveste da ricco collezionista di antichità per stanare l'assassino. Sperando di alleviare la tensione finanziaria di Henry, Ruth trova un lavoro come apprendista infermiera. Credendo che il suo matrimonio sia finito, Brackenreid saluta John e lascia casa per sempre.

## Annabella Cenerentola
- Titolo originale: Annabella Cinderella
- Diretto da: Sherren Lee
- Scritto da: Paul Aitken

### Trama
Gli agenti Crabtree e Brackenreid hanno il compito di trasportare in prigione Annabella, una donna accusata e condannata per aver ucciso la madre affidataria con un'ascia. Quando Annabella fugge durante il trasferimento e torna nella sua città natale, presumibilmente in cerca di vendetta su tutti coloro che hanno contribuito a condannarla, il detective Watts interviene per aiutare i colleghi a ricatturarla, ma anche per indagare sulla sua possibile innocenza. Nel frattempo Murdoch e Ogden sono rimasti delusi quando un manuale della polizia, appena pubblicato con le ultime tecniche investigative, non menziona nessuna delle loro innovazioni scientifiche. Con il sostegno di un editore, i due iniziano a scrivere il loro libro sull'argomento.

## I sei colpi migliori
- Titolo originale: Six of the Best
- Diretto da: Sherren Lee
- Scritto da: Lori Spring

### Trama
I ricordi angoscianti dell'infanzia di Murdoch vengono evocati mentre indaga sulla morte di un orfano affidato alle cure dello stesso sacerdote gesuita che lo aveva istruito.

## Murdoch e l'uomo invisibile
- Titolo originale: Murdoch and the Undetectable Man
- Diretto da: Mina Shum
- Scritto da: Paul Aitken

### Trama
L'inventore Nikola Tesla aiuta Murdoch nelle indagini sulla morte di un uomo che stava sperimentando l'invisibilità.

## I peccati del padre
- Titolo originale: Sins of the Father
- Diretto da: Mina Shum
- Scritto da: Simon McNabb

### Trama
Murdoch indaga su una morte apparentemente dolosa e, nel frattempo, rivela una storia personale quando scopre che la vittima è suo padre, che non vede da tempo e con il quale ha avuto da sempre un rapporto conflittuale.

## Un minuto per uccidere
- Titolo originale: One Minute to Murder
- Diretto da: Mars Horodyski, Mina Shum
- Scritto da: Maureen Jennings

### Trama
Un uomo viene folgorato durante una gara di dattilografia, ma Murdoch sospetta che non fosse lui il bersaglio designato.

## Manuale per omicidi
- Titolo originale: Manual for Murder
- Diretto da: Warren P. Sonoda
- Scritto da: Paul Aitken, Robert Rotenberg

### Trama
Una serie di omicidi avviene dopo la pubblicazione del libro di Murdoch e della dottoressa Ogden.

## Il buio prima dell'alba - Parte 1
- Titolo originale: Darkness Before the Dawn (Part 1)
- Diretto da: Peter Mitchell
- Scritto da: Mary Pedersen

### Trama
Proposto per la promozione a  ispettore, Murdoch è coinvolto nell'indagine sull'omicidio di una giovane donna in una fumeria d'oppio. In un successivo sopralluogo alla ricerca di un sospettato, il giovane agente John Brackenreid viene gravemente ferito.

## Il buio prima dell'alba - Parte 2
- Titolo originale: Darkness Before the Dawn (Part 2)
- Diretto da: Peter Mitchell
- Scritto da: Simon McNabb, Noelle Girard

### Trama
Murdoch sospetta che il detective McWorthy stia cercando di incastrare John Brackenreid per omicidio. Il giovane agente rischia la paralisi alle gambe e, durante la sua degenza in ospedale, l'ispettore Brackenreid e la moglie Margaret si riavvicinano dopo un periodo di separazione. John viene operato dalla dottoressa Ogden e la paralisi viene scongiurata. Scagionato dall'accusa di omicidio grazie alle indagini di Murdoch, il giovane agente decide di lasciare la polizia.